# Aleksandr Rodionov (voile)
Pour les articles homonymes, voir Aleksandr Rodionov.
Aleksandr Diomidovitch Rodionov est un skipper russe.

## Biographie
Aleksandr Rodionov remporte la médaille de bronze olympique en classe 10 Metre sur le Gallia II aux Jeux olympiques d'été de 1912 se tenant à Stockholm.